# Westland Wessex

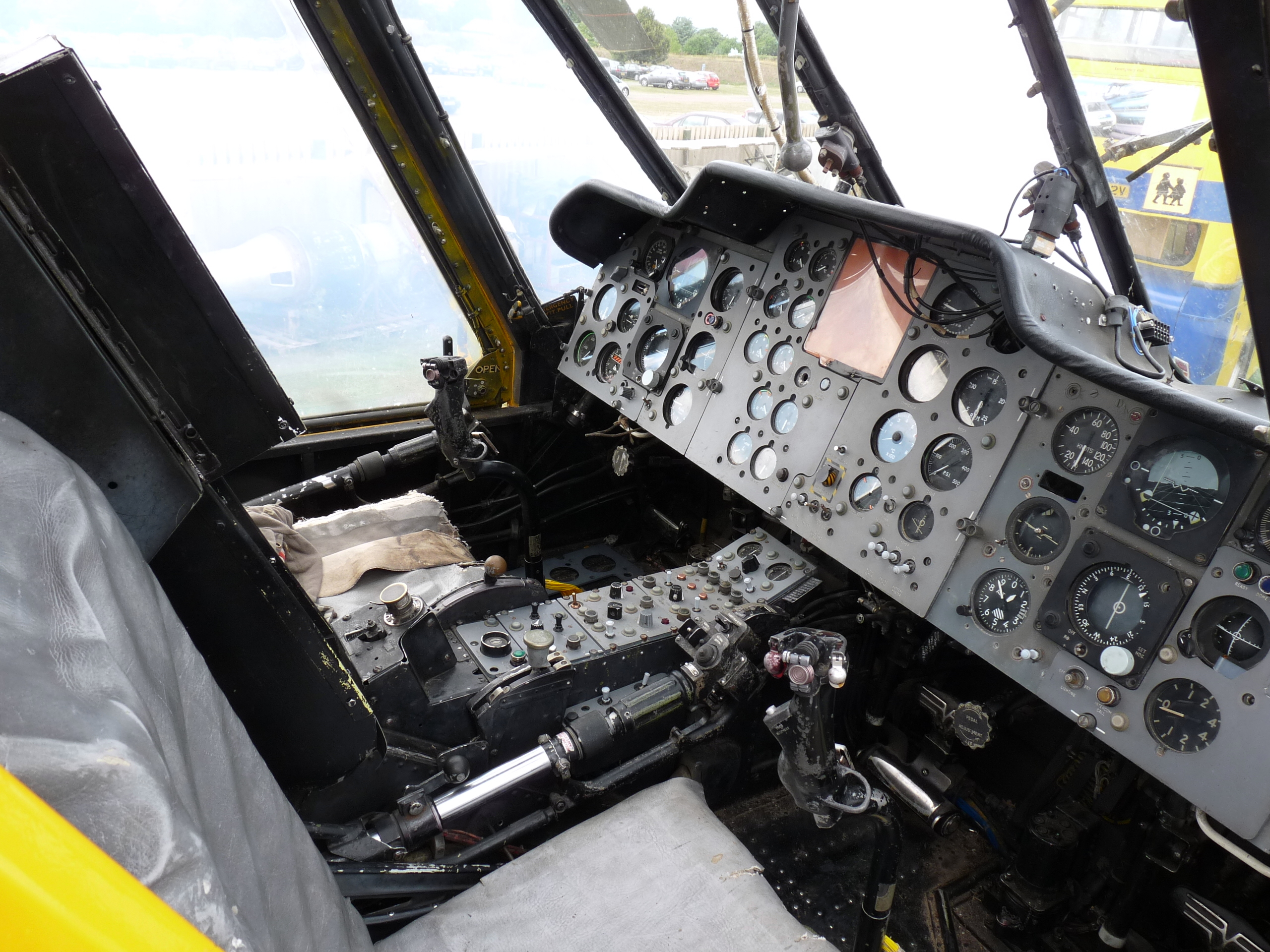
Cockpit

Westland Wessex var en brittisk militärhelikopter som tillverkades under 1950- och 1960-talen. Wessex är baserad på Sikorsky H-34 och tillverkades på licens av Westland. Den största skillnaden mot H-34 är att Wessex drivs av en gasturbin i stället för en stjärnmotor som i H-34. Wessex var världens första serieproducerade helikopter med gasturbindrift.

## Utveckling
I början av 1950-talet började Royal Navy undersöka möjligheterna för en helikopter kapabel nog att bära med sig både sensorer och vapen för ubåtsjakt under tillräckligt lång tid för att effektivt kunna lokalisera och sänka en ubåt. Under åtta år hade man ett samarbete med Bristol som dock gick trögt. År 1956 beslöt därför Amiralitetet att överge projektet Bristol Type 191 och i stället satsa på en mer beprövad konstruktion. Westland hade redan licens för att tillverka Sikorsky H-34, men prestandan med Wright Cyclone-motorn var inte så imponerande. En amerikansk H-34 försågs på försök med en Napier Gazelle-gasturbinmotor som utvecklats för Type 191. Den hade visserligen lägre effekt, men den var samtidigt 300 kg lättare, vilket på det hela taget gav bättre prestanda. Den flög första gången 17 maj 1957 och den första helt brittiskbyggda HAS.1 flög 20 juni 1958. Den ersatte Westland Whirlwind som även den var byggd på licens från Sikorsky.
Royal Air Force var också intresserade av Wessex för trupptransport, men de föredrog säkerheten som dubbla motorer erbjöd. Därför installerades i stället två stycken Rolls-Royce Gnome motorer kopplade till en gemensam växellåda. Gnome-motorerna hade en effekt på 1 350 hk vardera, men växellådan begränsade den sammanlagda effekten till 1 550 hk. Flygvapnets helikoptrar fick beteckningen HC.2 medan samma helikopter hos flottan fick beteckningen HU.5. HU.5 användes inte för ubåtsjakt utan enbart för transport och saknade därför ubåtsjaktutrustning.
År 1965 lanserades den förbättrad ubåtsjaktversionen HAS.3 med starkare motor (Gazell 18), bättre radar och bättre ubåtsjaktsensorer. Samma år köpte Rolls-Royce upp Napier och lade ner tillverkningen av Gazelle-motorer varför många HAS.3 i stället försågs med samma Rolls-Royce Gnome-motorer som varianterna HC.2 och HU.5.
Trots att målsättningen var en helikopter som kunde bära med sig både sensorer och vapen för ubåtsjakt så nådde Wessex aldrig upp till det målet och den kom därför delvis att ersättas av Westland Sea King. Sea King var dock större och många fregatter och jagare hade inte tillräckligt stor hangar för att kunna härbärgera en Sea King. Wessex fortsatte därför att tjänstgöra fram till 1980-talet då den definitivt ersattes av Westland Lynx.

## Användning

### Vietnamkriget

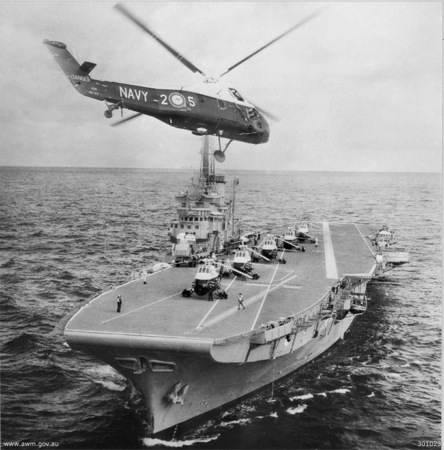
Wessex-helikoptrar opererar från hangarfartyget.

Australiens flotta deltog i Vietnamkriget på USA:s sida. De två hangarfartygen HMAS Melbourne och HMAS Sydney (den senare ombyggd till trupptransportfartyg) hade Wessex-helikoptrar ombord. Dessa användes flera gånger för att luftlandsätta australiska trupper i Vietnam.

### Indonesien–Malaysia-konflikten
Under Indonesien–Malaysia-konflikten användes både flygvapnets och flottans Wessex-helikoptrar för att understödja de brittiska operationerna mot Malaysisk gerilla i Sarawak och Sabah. Utrustade för trupptransport kunde de transportera 16 stridsutrustade soldater eller 2 ton materiel.

### Falklandskriget
Under Falklandskriget spelade Wessex-helikoptrar en viktig roll i luftlandsättning och underhåll av trupperna på Falklandsöarna. En Wessex från HMS Antrim upptäckte den argentinska ubåten Santa Fe utanför Grytviken på Sydgeorgien och anföll henne med sjunkbomber. Totalt nio Wessex-helikoptrar förlorades under kriget. Två av dem havererade på Fortuna-glaciären på Sydgeorgien, sex stycken följde med ner i djupet när Atlantic Conveyor sänktes och en förstördes när jagaren HMS Glamorgan träffades av en Exocet-robot.

### Civil användning
När filmen Full Metal Jacket spelades in 1987 fanns inte längre några Sikorsky H-34 att tillgå. I stället hyrdes in civil Wessex in från Bristow Helicopters och målades i Amerikanska marinkårens färger för att efterlikna en CH-34 Choctaw. Resultatet blev ganska likt, men den längre nosen med de stora utblåsen från gasturbinerna skiljer den från förebilden.
Två stycken HC.2 byggdes om till HCC.4 för Queen's Fligt, den avdelning inom Royal Air Force som ansvarade för transporter för Brittiska kungahuset och Storbritanniens regering. Dessa försågs med bekvämare inredning och extra navigationsutrustning. Både Prins Philip och Prins Charles är utbildade Wessex-piloter.

## Varianter

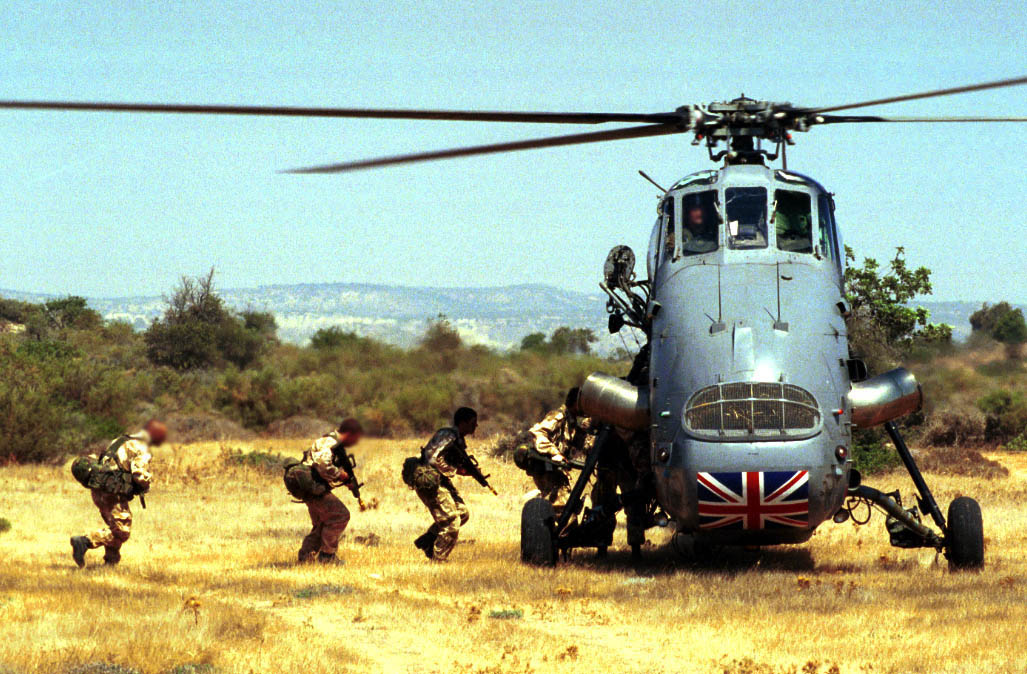
Brittiska soldater lastar en Wessex under en övning på Cypern.

- HAS.1 – Första produktionsserien för ubåtsjakt med Napier Gazelle-motorer. 140 byggda.
- HAS.31 – Exportversion av HAS.1 tillverkade för Australiens flotta. 27 byggda.
- HC.2 – Version för trupptransport med en dubbel Rolls-Royce Gnome-motor. 73 byggda.
- HU.5 – Transporthelikopter för Royal Navy baserad på HC.2. 101 byggda.
- Mk.54 – Exportversion av HC.2 tillverkade för Brunei. 2 byggda.
- Mk.60 – Civil transporthelikopter tillverkade för Bristow Helicopters. 20 byggda.
- HAS.3 – Förbättrad ubåtsjaktversion. Tre nybyggda och 42 konverterade från HAS.1
- Mk.52 – Exportversion av HC.2 tillverkade för Irak. 12 byggda.
- Mk.53 – Exportversion av HC.2 tillverkade för Ghana. 2 byggda.
- HCC.4 – Två HC.2 ombyggda för VIP-transport.
- HAR.2 – Räddningshelikopter med sökljus och vinsch.

## Användare
- Royal Navy – 140 stycken HAS.1 och 101 stycken HU.5
- Storbritanniens flygvapen – 73 stycken HC.2, senare ombyggda till HAR.2
- Australiens flotta – 27 stycken HAS.31
- Brunei – Två stycken Mk.54
- Ghanas flygvapen – Två stycken Mk.53
- Iraks flygvapen – Tolv stycken Mk.52
- Oman – En begagnad HC.2
- Armada Nacional – Två begagnade HC.2